# Hamza Akman
Hamza Akman (* 27. September 2004 in Istanbul) ist ein türkischer Fußballspieler. Er spielte bis Juni 2024 für Galatasaray Istanbul.

## Familie
Hamza Akmans Vater ist der frühere türkische Fußballer Ayhan Akman, sein Bruder Efe und Cousin Ali sind ebenfalls Fußballspieler.

## Karriere

### Im Verein
Akman kam mit zehn Jahren in die Jugend von Galatasaray Istanbul. In der Saison 2021/22 wurde er mit seinen Teamkollegen U19-Meister. Im darauffolgenden Sommer wurde der zentrale Mittelfeldspieler von Trainer Okan Buruk zur Saisonvorbereitung in die erste Mannschaft berufen. Sein Debüt in der Süper Lig machte Akman am 13. August 2022 gegen Giresunspor. Er wurde in der 83. Spielminute für Fredrik Midtsjø eingewechselt.

### Nationalmannschaft
Hamza Akman spielte bislang für die türkische U16 und U18.

## Erfolg
Galatasaray Istanbul
- Türkischer Meister: 2023, 2024 (ohne Einsatz)